# ماجد لافي
ماجد لافي (مواليد 8 ديسمبر 1998)، لاعب كرة قدم إماراتي يجيد اللعب في الهجوم.

## مسيرة اللاعب
لعب في نادي الجزيرة ونادي مصفوت ونادي بينونة ونادي دبي سيتي.

## روابط خارجية
ماجد لافي